# Jimbo and the Jet Set
Jimbo and the Jet Set (conhecido no Brasil e em Portugal apenas como Jimbo) foi uma série de televisão britânica, do gênero desenho animado, que contava as aventuras do epônimo Jimbo, um avião falante. Foi criada por Peter Maddocks e produzida pela Maddocks Cartoon Productions Ltd. Teve 25 episódios originais, sendo exibida entre 1986 e 1987 na BBC1 no Reino Unido.
No Brasil a série foi exibida dentro do programa Glub-Glub pela TV Cultura. Em Portugal, foi exibida na RTP em 1987 e mais tarde no Canal Panda. Originalmente o personagem-título da série, o Jimbo, seria um Jumbo. No entanto, como seu designer nunca havia sabido diferenciar a medida entre polegadas e centímetros, resultou na criação de um avião de menor porte (o Jimbo).
A série de TV contava com vários veículos comuns nos aeroportos, que assim como Jimbo também falavam, como Tommy Tow-Truck (Tommy Guincho), Claude Catering, Amanda Baggage (Amanda Bagageiro), Phil o Caminhão-tanque, Sammy Steps (Sammy "Degraus") e Harry Helicóptero. Além dos personagens, outros personagens aviões apareciam de tempos em tempos, como Old Timer, um bombardeiro Vicker Wellington que entra na história enquanto voava para um show aéreo.
A história é baseada num ficcional "Aeroporto de Londres", sob o comando do irado controlador-chefe que frequentemente termina os episódios gritando: "Preciso ter umas palavras com você Jimbo!". Alguns materiais impressos e brinquedos foram feitos, estrelando Gloria Gatwick, uma contraparte de Jimbo que nunca apareceu como personagem por sua vez em nenhum dos episódios de TV (com exceção de uma breve aparição em um episódio, onde foi claramente vista em um ângulo superior).

## Créditos
Escrito, Criado e Produzido por: Peter Maddocks
Vozes: Peter Hawkins e Susan Sheridan
Música: Roger e Gavin Greenaway
Animação do Seriado por: Clive Dawson, Julian Gibbs, Neil Salmon e William Mobberley
Plano de Fundo: Kevin Smith
Câmera: Chris Williams
Edição: Keith Learner
Traço e Pintura: Guy Maddocks, Vivienne Dempsey e Simon Maddocks
Direção por: Keith Learner

## Lista de episódios
| #  | Título do episódio              | Tradução livre do título em inglês   | Pequena descrição dos episódios |
| -- | ------------------------------- | ------------------------------------ | --- |
| 01 | The Little Big Problem          | O Pequeno Grande Problema            | A origem de Jimbo e como ele é construído na Fábrica de Aviões, onde os técnicos usam centímetros ao invés de polegadas, resultando na metade de um Jumbo! Trata-se do primeiro episódio, onde são feitas as primeiras aparições de Jimbo, o Chefe, Tommy Tow-Truck, and Amanda Baggage.                                                                                    |
| 02 | The Bermuda Triangle            | O Triângulo das Bermudas             | Jimbo deve escoltar um avião Veterano para uma convenção de Guerra na Flórida, mas acaba ficando preso no misterioso Triângulo das Bermudas. NOTA: Trata-se da primeira aparição de Veterano (Old Timer) na série. |
| 03 | Jimbo and the Whale             | Jimbo e a Baleia                     | Os motores de Jimbo começam a falhar enquanto ele sobrevoa o Pólo Norte, causando-lhe dificuldades. Mas ele consegue retomar sua rota novamente com a ajuda de uma baleia. NOTA: Trata-se da primeira aparição do Flying Doctor (Doutor Voador). |
| 04 | Jungle Jimbo                    | Jimbo da Selva                       | Os aeroportos africanos começam a usar tecnologia computadorizada para manter o seu funcionamento. Jimbo percebe o quão úteis são computadores e elefantes quando ele vai ajudar a acabar com um incêndio florestal. |
| 05 | Jimbo and the Astronaut         | Jimbo e o Astronauta                 | Voando um pouco alto, Jimbo encontra-se fora da atmosfera terrestre e ele ajuda um astronauta desnorteado a voltar para a Terra. NOTA: A primeira aparição de Freddy Firetruck (Freddy Caminhão de Bombeiro), que não é devidamente apresentado em "April Fools Day" (episódio 24).                                                                                         |
| 06 | Jimbo Down-under                | Jimbo na Austrália                   | Jimbo, aborrecido e cansado depois de um longo voo, acidentalmente pousa no meio do deserto australiano. Entretanto ele é resgatado por um companheiro australiano e um rebanho de cangurus. NOTA: O australiano que ajuda Jimbo é obviamente caracterizado para parecer-se com Rolf Harris.                                                                                |
| 07 | Quiet Please                    | Quieto, Por Favor                    | Uma pequena senhora idosa que mora próxima à pista de pouso está reclamando do barulho, o que faz com que as turbinas de Jimbo ganhem abafadores de som. No entanto o Chefe percebe seu erro quando ele faz algumas investigações: o barulho irritante vem de um aeromodelo rádio-controlado.                                                                               |
| 08 | The Chief gets a Rocket         | O Chefe pegou um Foguete             | Jimbo é enviado para um missão altamente confidencial para o lançamento de um foguete. O Chefe, a Torre de Controle e todo o resto também são enviados ao local de lançamento, porém no final das contas acabam lançando ao espaço a Torre de Controle por engano! NOTA: A primeira aparição de Sammy Steps.                                                                |
| 09 | The Controller's Apprentice     | O Aprendiz de Controlador            | O Chefe traz consigo seu sobrinho para ensiná-lo a ser um chefe de pista de pouso adequado, para a consternação de Jimbo. Mas a peraltice do aprendiz será sua queda… |
| 10 | Jinglebells Jimbo               | Jinglebells Jimbo                    | Quando o trenó do Papai Noel é roubado, Jimbo é enviado para ajudar a entregar presentes em todo o mundo a tempo para o Natal. |
| 11 | The Penn and Inca Story         | A Pena e a História Inca             | |
| 12 | The Great Air Race              | A Grande Corrida Aérea               | |
| 13 | The Little Red Devil            | O Pequeno Demônio Vermelho           | |
| 14 | Chinese Pandamonium             | "Pandamônio" Chinês                  | |
| 15 | The Computer Clanger            | O Tinir do Computador                | |
| 16 | The Royal Visitors              | Os Visitantes Reais                  | |
| 17 | First Time Flyers               | Pilotos de Primeira Viagem           | |
| 18 | Holiday Weather                 | Clima de Férias                      | |
| 19 | Jet Lag                         | Jet Lag                              | |
| 20 | Every Silver Lining has a Cloud | Todo Raio de Esperança tem uma Nuvem | |
| 21 | Trouble at Sea                  | Problema no Mar                      | |
| 22 | The Old Timer                   | O Veterano                           | Num dia nublado, Jimbo encontra o bombardeiro Veterano que perdeu-se devido a neblina. Jimbo oferece-se para guiá-lo para casa, mas o clima (chuva, neve e neblna) faz com que a dupla seja constantemente redirecionada para outros aeroportos. |
| 23 | Winter Wonderland               | Paraíso de Inverno                   | |
| 24 | April's Fool Day                | Dia da Mentira                       | |
| 25 | The U.F.O.                      | O OVNI                               | O último episódio da série. Numa noite de tempestade, Jimbo afirma ter visto um disco voador sobrevoando o aeroporto de Londres. O Chefe pensa que ele está fazendo mais uma de suas piadas até ele ter uma experiência próxima com o OVNI. NOTA: O controlador chefe da Escócia se parece muito com McToot de "The Ness Family", desenho também criado por Peter Maddocks. |